# كا-تسو طراز 4
مركبة الأنزال البرمائية «كا-تسو» طراز 4 special Type 4 Launch Ka-Tsu (特四式内火艇 カツ toku-yon-shiki uchibitei Ka-Tsu). كانت عبارة عن مركبة إنزال برمائية يابانية من الحرب العالمية الثانية. تم الإنتهاء من النموذج الأولي في أواخر عام 1943 وتم إجراء التجارب قبالة ساحل مدينة كورشي في محافظة هيروشيما في مارس 1944.

## التاريخ
دفعت تجارب المعرك اليابانية في جزر سليمان عام 1942 - والتي كشفت عن صعوبة إعادة إمداد القوات اليابانية في مثل هذه المواقف - البحرية اليابانية إلى البدء في برنامج المركبات البرمائية في عام 1943، مثل «كا-تسو»  والتي صممها القائد هوري موتويوشي في حوض بناء السفن البحرية في كورشي .

## التصميم

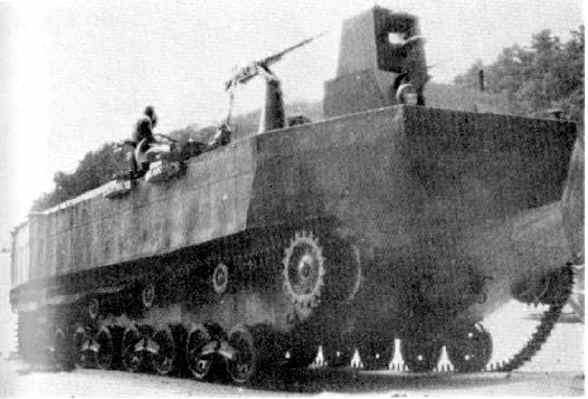
كا-تسو طراز 4 مع مدافع رشاشة مثبتة.

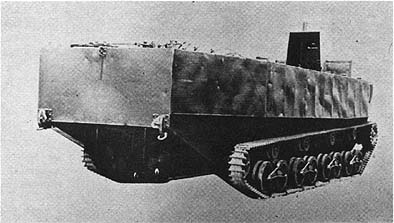
منظر من الزاوية الخلفية.

كان الغرض الأساسي من المركبة «كا-تسو» هو نقل البضائع و/أو القوات إلى الشاطئ.  كانت لديها درع خفيف يصل إلى 10 مم. كانت حجرة المحرك و المعدات الكهربائية مغلقة بإحكام، حيث كان من المفترض إطلاقها من غواصة.  تم تصميم أعمدة الدفع المزدوجة للرجوع داخل المركبة بمجرد وصول المركبة إلى الشاطئ. 